# Concurs de Poesia Fundació Jesús Serra
El Concurs de Poesia Fundació Jesús Serra és un concurs de poesia en català i castellà concedit anualment per la Fundació Jesús Serra des de l'any 2014. S'hi premia un poema inèdit en català i un en castellà en cada una de les tres categories: categoria A per adults, B per adolescents de 14 a 17 anys, i C per a nens de 10 a 13 anys. El 2022 tenia una dotació econòmica de 2.500, 1.500 i 800 euros respectivament.
En el marc del concurs, a partir de 2020 es concedeix el Premi Especial de Poesia que homenatja un poeta d'expressió catalana o castellana. Te una dotació de 5.000 euros.

## Guanyadors del Premi Especial de Poesia de la Fundació Jesús Serra
- 2020 Feliu Formosa i Torres[4]
- 2021 Antonio Colinas[4]
- 2022 Marta Pessarrodona[4][2][3]